# NGC 2491
NGC 2491 je galaksija u zviježđu Malom psu.

## Vanjske poveznice
- SEDS: NGC 2491